# Handbike

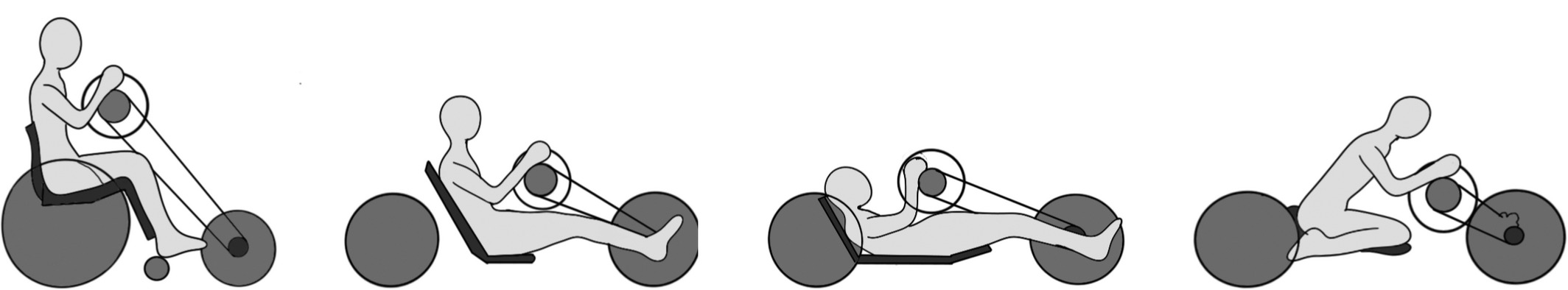
Grundtypen. Von links nach rechts: Adaptivbike; Handbike mit aufrechter Tourenposition; Rennhandbike, liegend; Rennhandbike, kniend

Das Handbike (auch Handcycle) ist ein Fahrrad, das allein über Handkurbeln angetrieben wird.

## Bauformen
Es gibt vier Grundtypen:
- Adaptivbikes sind an- und abnehmbare Ergänzungen für Rollstühle. Sie kommen vor allem zum Einsatz um längere Strecken im Alltag zurückzulegen.
- Handbikes mit aufrechter Position ähneln Rollstühlen mit dauerhaft montiertem Adaptivbike. Sie werden ebenfalls hauptsächlich im Alltag verwendet.
- Handbikes mit liegender Position werden vor allem als Sportgeräte genutzt und ermöglichen eine Verwendung auch bei geringer Rumpfkraft. Die Beine liegen seitlich des Vorderrads, der Kopf zwischen den Hinterrädern. Durch die kompakte Form ist der Luftwiderstand besonders gering, was vor allem in der Ebene hohe Geschwindigkeiten ermöglicht.
- Handbikes mit kniender Position werden vor allem von Personen mit Beinamputationen verwendet. Sie ermöglichen eine besonders effektive Kraftübertragung, erfordern jedoch eine ausreichende Kontrolle über die Rumpfmuskulatur, um aufrecht sitzen zu können.

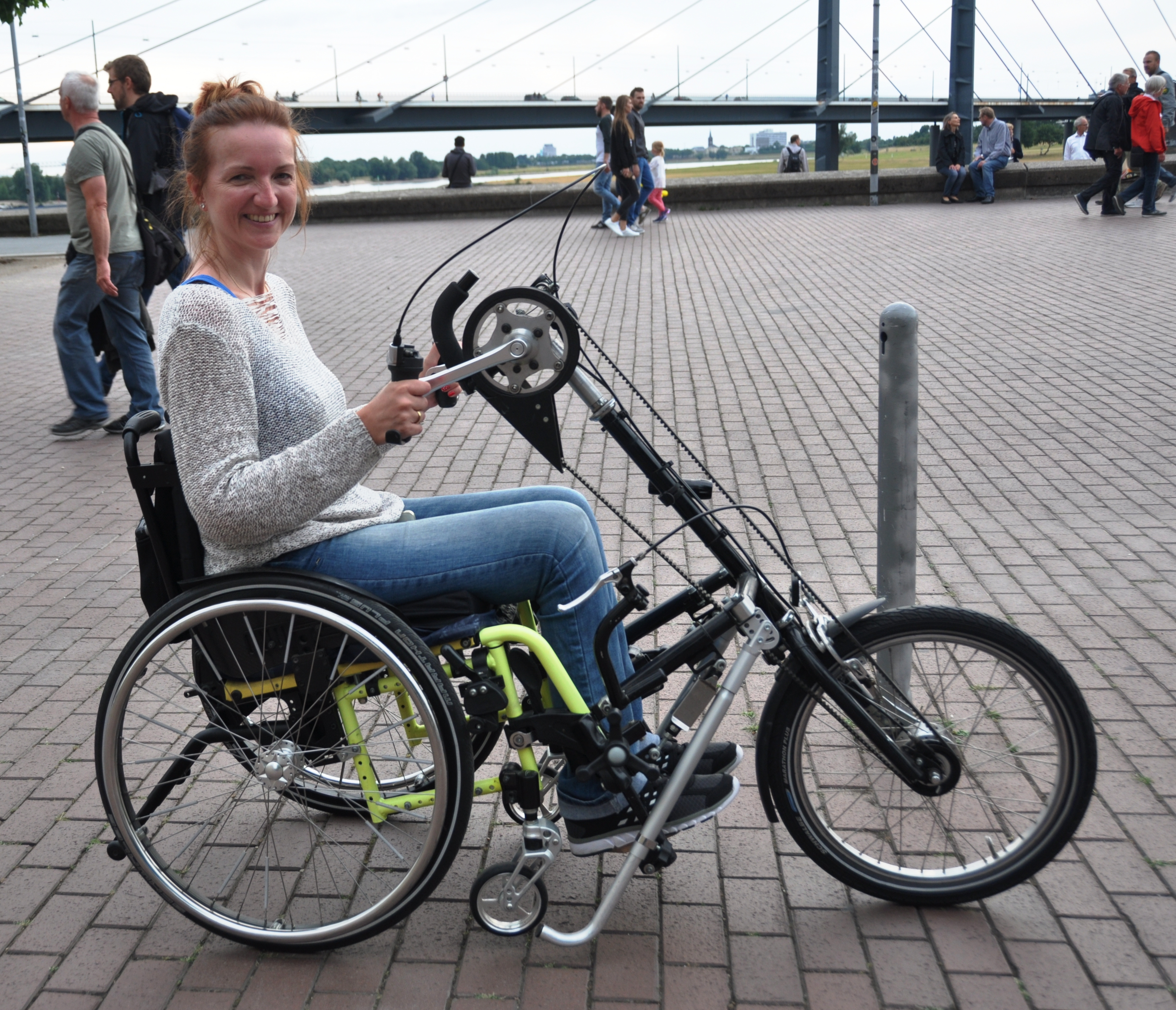
Adaptivbikefahrerin
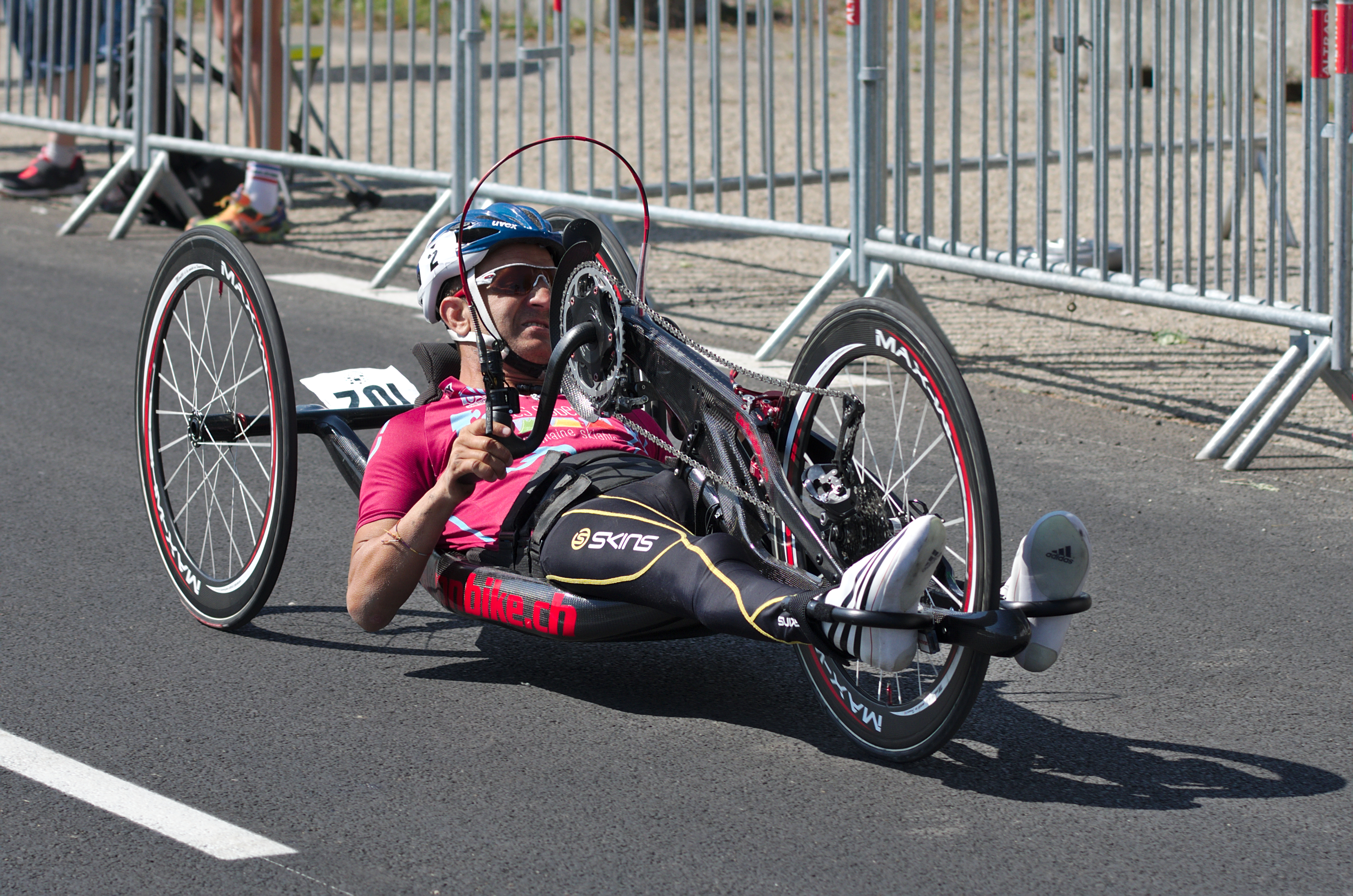
Handbikefahrer in liegender Position
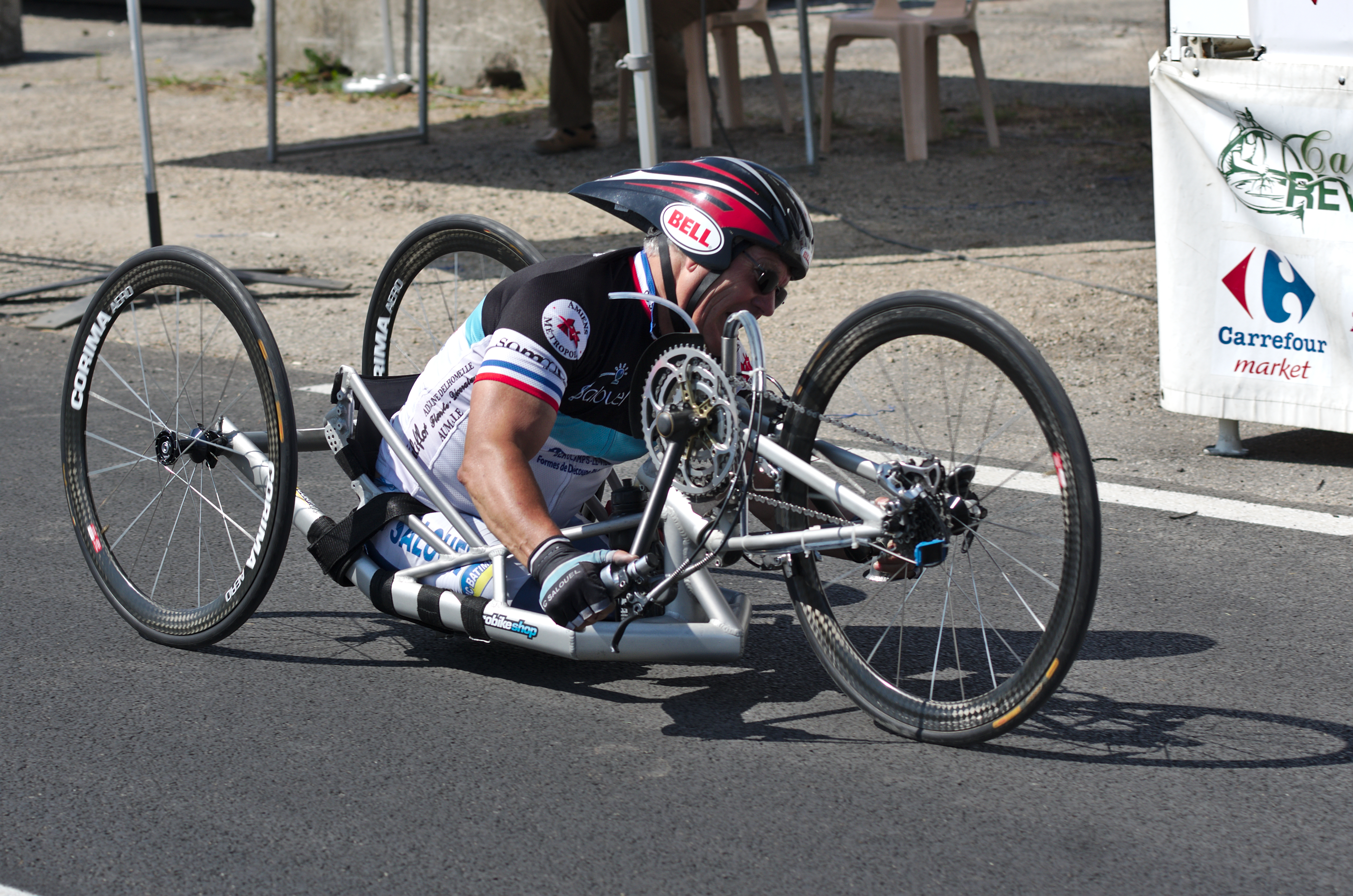
Handbikefahrer in kniender Position

### Wettkampfregeln

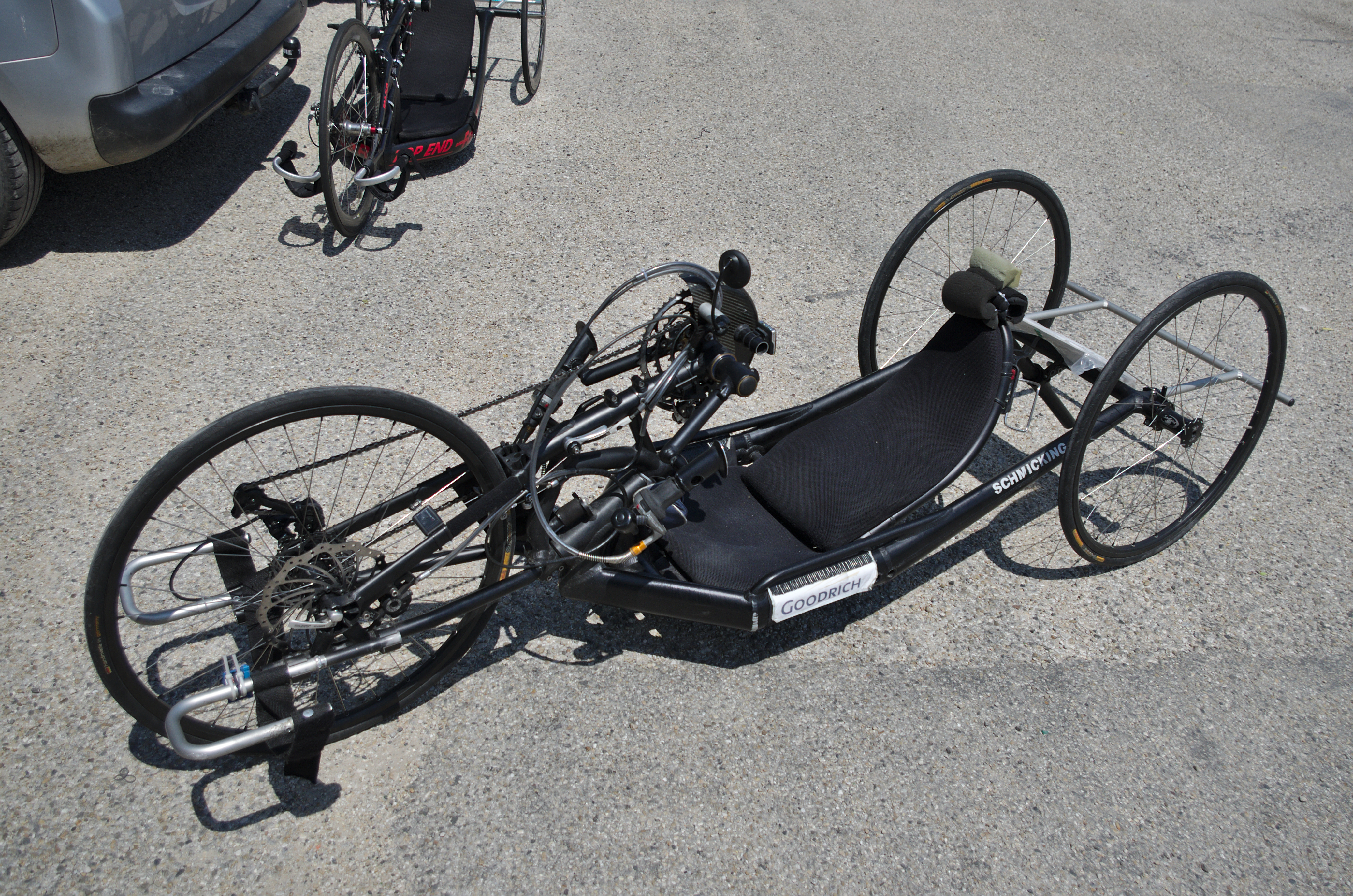
Renn-Handbike (2014). Zu erkennen sind Schutzbügel bei den Fußrasten und hinter dem Fahrrad sowie die Abdeckung des Kettenblatts.

Wettkämpfe von Sportverbänden werden nach den Equipmentregeln des Weltradsportverbands Union Cycliste Internationale (UCI) ausgetragen. Dieser unterscheidet drei Kategorien:
- liegend, für die Klassen H1 bis H4
  - durch Armkraft angetrieben (englisch arm powered, AP)
  - durch Arm-Rumpf-Kraft angetrieben (arm-trunk powered, ATP)
- kniende Position (kneeling position, HK) für die Klasse H5

Die Fahrzeuge müssen drei Räder und einen Rohrrahmen haben, sie dürfen nicht verkleidet, länger als 250 cm oder breiter als 70 cm sein. Sie müssen hauptsächlich durch die Hände, die Arme und den Oberkörper über eine fahrradübliche Kettenschaltung angetrieben werden, bei der die Pedale durch Griffe ersetzt wurden, zudem muss das Kettenblatt aus Sicherheitsgründen fahrerseitig abgedeckt sein. Bei liegender Position muss ein Rückspiegel verwendet werden und der Sitz so hoch sein, dass über den Antrieb geschaut werden kann. Der Felgendurchmesser muss zwischen 406 mm (20″) und 622 mm (28″) betragen. Scheibenräder dürfen hinten verwendet werden, bei Rennen mit Liegehandbikes nur bis 406 mm, um die Sicht anderer nicht zu verdecken. Vorne sind sie nur beim Einzelzeitfahren zulässig. Hinter dem Handbike muss ein Sicherheitsbalken angebracht werden, der verhindert, dass ein Vorderrad zwischen die Hinterräder geraten kann, ebenso müssen die Beine und Füße geschützt werden. Mit weiteren Ausnahmen gelten ansonsten grundsätzlich die gleichen Konstruktionsregeln wie für andere Fahrräder.

## Geschichte

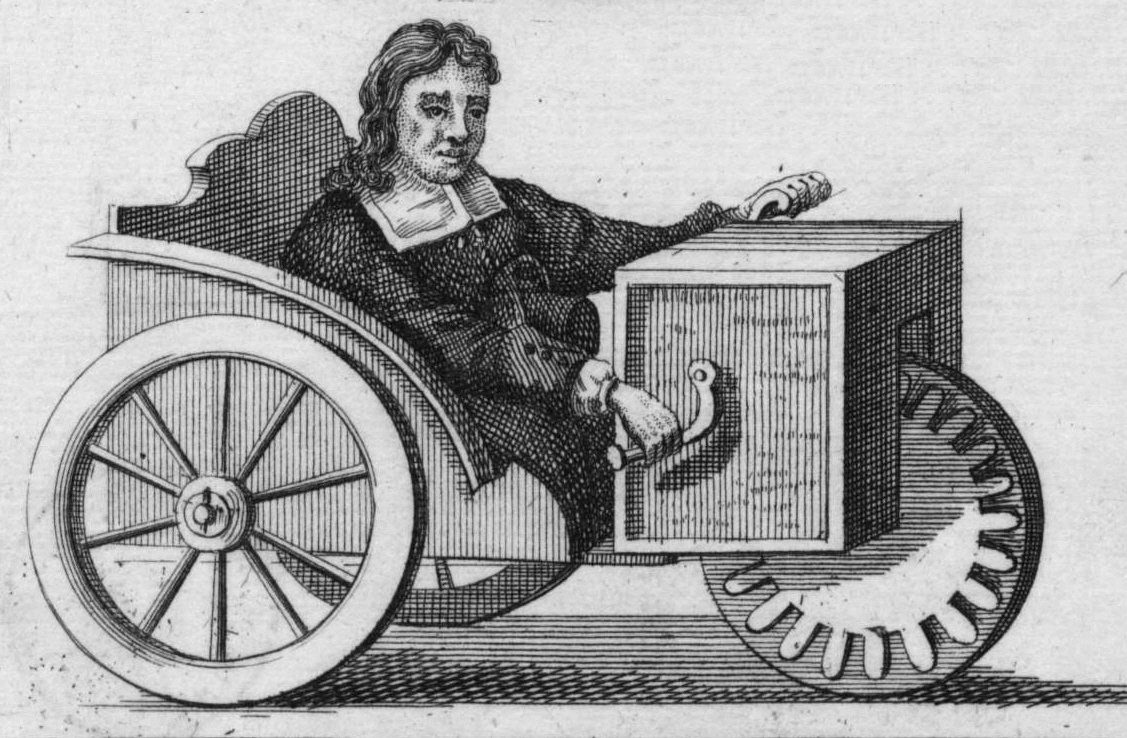
Stephan Farfler in seinem selbst gebauten Rollstuhl mit Handantrieb

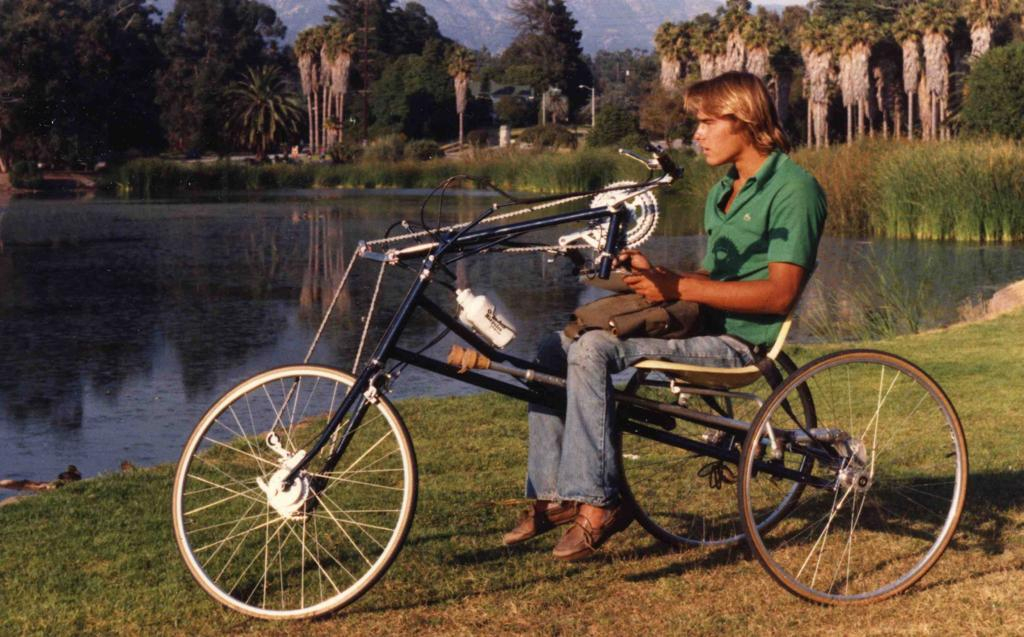
Gregory Burns mit Handbike, gebaut von Greg Diamond in Santa Barbara, Kalifornien, 1980

Stephan Farfler (1633–1689), ein gelähmter Uhrmacher aus Altdorf bei Nürnberg, baute die ersten Handbike-ähnlichen Wagen für die eigene Verwendung. Ein erstes Modell von 1660 oder 1680 hatte drei Räder, die Kraft wurde von den Handkurbeln über Zahnräder auf ein lenkbares Vorderrad übertragen. Ein zweites Modell von 1688 hatte vier Räder, es wurde 1944 bei einem Bombenangriff auf Nürnberg zerstört.

Dreiräder mit Hebelantrieb waren im 19. Jahrhundert die häufigste Bauform. Diese wurden häufig von Veteranen, unter anderem des Amerikanischen Bürgerkriegs und des Ersten Weltkriegs verwendet. Ein beliebtes Modell war das von 1880 bis mindestens 1900 von Singer hergestellte Velociman. Dieses Modell ist möglicherweise Ursprung des Französischen Worts vélocimane für Handbike. Der Erste Weltkrieg ließ den Bedarf an Handbikes ebenfalls ansteigen, zu diesem Zeitpunkt handelte es sich meist um Rohrrahmen mit Kettenantrieb.
Moderne Handbikes wurden erstmals um 1980 in den USA hergestellt. Einzelne Pioniere beschäftigten sich mit Handbike-Konstruktionen, wie etwa 1988 der schwäbische Tüftler Hans Olpp. Ab 1989 erschien mit Reinhold und Edgar Stricker der erste kommerzielle Anbieter für Adaptivbikes, dem bald weitere folgten. 1990 kam das Cycle-One von Shadow nach Europa. Erste reine Sportgeräte entwickelten Chris Petersen, Top End (USA) 1991 und in Europa um 1993 Kees van Breukelen (NL) und Gregor Golombek (D). 1992 brachte Alois Praschberger ein Adaptivbike auf den Markt, das mit Kettenschaltung und einer festen Verbindung zum Rollstuhl auch schon renntauglich war.

## Rennen
Rennen mit Handbikes sind Teil des Paracyclings. Andere Formen des Paracyclings sind der Radsport von Menschen mit Sehbehinderungen, die zusammen mit sehfähigen Partnern auf zweirädrigen Tandems fahren, ebenso von Radsportler mit anderen körperlichen Einschränkungen, die einzeln auf nur leicht präparierten Zwei- oder Dreirädern fahren.
Die ersten Rennen fanden im Rahmen der Human-Powered-Vehicles-Szene (Liegeräder) statt, wo es 1993 bei der Europameisterschaft in der Schweiz zum ersten Mal eine „Arm-powered“-Klasse gab. Seit ca. 1998 finden die meisten Rennen im Rahmen von Stadtmarathons oder Radkriterien statt. Inzwischen haben sich aber auch eigene Rennserien etabliert, zum Beispiel die Handbike Trophy, NHC oder das EHC. Das Handbiken ist vom Internationalen Paralympischen Komitee (IPC) anerkannt – erstmals waren bei den Sommer-Paralympics 2004 in Athen die Handbiker am Start. Seit 2007 wird Paracycling vom Radsport-Weltverband UCI organisiert, ebenfalls mit Handbike-Klassen. Die Handbike-Staffel ist ein speziell ausgetragener Wettbewerb bei den Welt- und Europameisterschaften der UCI, ebenso wie im Weltcup.

## Begriff
Der Scheinanglizismus „Handbike“ wird im Deutschen seit Mitte der 1990er Jahre verwendet. Er setzt sich aus englisch Hand ‚Hand‘ und bike ‚Fahrrad‘ zusammen. Auf Englisch wird ein Handbike auch als handcycle bezeichnet.